# إزفزافن (آيت قمرة)
إزفزافن هو دُوَّار يقع بجماعة آيت قمرة، إقليم الحسيمة، جهة طنجة تطوان الحسيمة في المملكة المغربية. ينتمي الدوّار لمشيخة آيت قمرة التي تضم 5 دواوير. يقدر عدد سكانه بـ 1316 نسمة حسب الإحصاء الرسمي للسكان والسكنى لسنة 2004.

## روابط خارجية
- البوابة الوطنية للجماعات الترابية
- المندوبية السامية للتخطيط